# PowerQUICC
PowerQUICC est un nom générique pour plusieurs microcontrôleurs de la société Freescale dans le cadre de l'architecture Power. Ils sont conçus autour d'un ou plusieurs processeurs cores PowerPC et du QUICC Engine, un processeur RISC spécialisé dans les tâches d'entrées/sorties, de communications, d'ATM, de sécurité d'applications, networking et USB. De nombreux composants sont des designs system on a chip taillés sur mesure pour les applications embarquées.
Les produits PowerQUICC sont utilisés dans les réseaux, l'informatique industrielle et grand public, l'impression et le stockage. Freescale utilise des processeurs PowerQUICC dans sa plateforme pour l'informatique embarquée mobileGT. Par ailleurs, Freescale fabrique également des microcontrôleurs QUICC basés sur la technique précédente 68k.
On distingue principalement quatre types de processeurs, en fonction de la puissance de calcul délivrée.

## PowerQUICC I

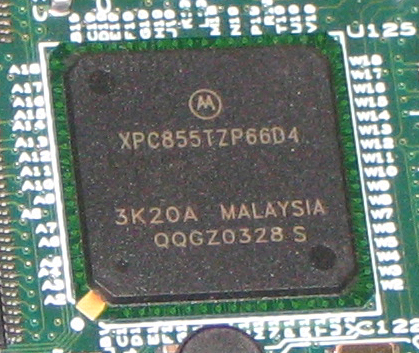
Le Freescale XPC855T Service Processor sur un Sun Fire V20z.

La famille MPC8xx était la première des processeurs PowerPC embarqués chez Motorola. Elle était conçue pour les réseaux et les appareils system on chip. Le processeur central est une implémentation particulière de la spécification PowerPC. 
Le processeur possède un cœur avec quatre étages dans le pipeline, une unité de branchement et un MMU, et est cadencé jusqu'à 133 MHz. Le  MPC821 fut introduit en 1995, de même que le MPC860, avec un QUICC complet. Une version downgradée, avec des caches et des ports IO réduit fut présentée en 1997.
Le module processeur de communications dans QUICC (CPM, pour "communication processor module"), décharge le CPU des tâches réseau, d'où le nom de PowerQUICC. Tous les processeurs de la famille diffèrent par la présence sur le chip de USB, ports série, PCMCIA, AIM, contrôleurs éthernet, ainsi que par la quantité de cache L1 présente, celle-ci variant entre 1 KiB (kibibyte : 1 kibibyte = 210  bytes = 1,024 bytes) et 16 KiB.

MPC8xx – Tous les processeurs PowerQUICC partagent un même schéma de nommage.
- MPC821 – Premier processeur PowerPC embarqué, avec un CPM intégré, pas de FPU, cadencé jusqu'à 50 MHz.
- MPC860 - Premier PowerPC disposant d'une implémentation complète du QUICC engine, cadencé jusqu'à 80 MHz.
- MPC850 - Downgraded MPC860 avec USB et Ethernet intégré. Cadencé jusqu'à 50 MHz.

## PowerQUICC II

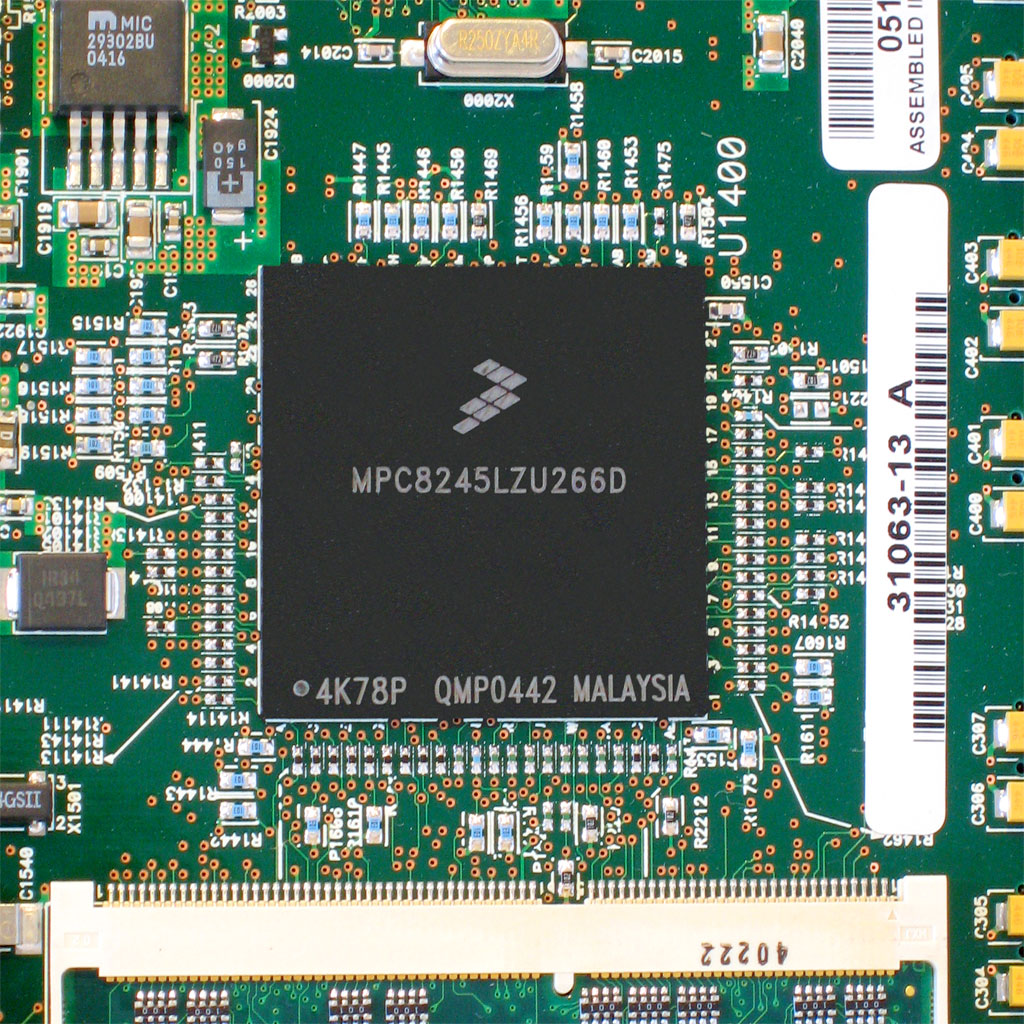
MPC8245 dans un switch Qlogic SANbox 5200 Fibre Channel.

PowerQUICC II fut introduit en 1998 et c'est un descendant direct du PowerPC 603e. Le processeur core porte également le nom de 603e ou G2.Les processeurs ont toujours 16/16 KiB en instruction/données et L1 cache, et ils sont cadencés jusqu'à 450 MHz. Ces processeurs de communication sont utilisés dans les systèmes VoIP, dans les commutateurs téléphoniques dans les stations pour cellulaires, et dans les DSLAMs.  Cette famille de processeurs PowerQUICC II est devenue obsolète, car on leur préfère la ligne de produits PowerQUICC II Pro. Il n'y a pas de projet de développement futur. 
MPC82xx – Tous les processeurs  PowerQUICC II partagent ce schéma de nommage.

## PowerQUICC II Pro
Introduit en 2004, ce processeur est basé sur un core e300  qui est lui-même un core PowerPC 603e avec 32/32 KiB de instruction/data L1 caches. Le PowerQUICC II Pro est utilisé pour des tâches spécialisées réseau, dans des routeurs, des commutateurs réseau, des DSLAMs. Il est cadencé jusqu'à 677 MHz, et inclut des techniques embarquées diverses : USB, PCI, Ethernet ainsi que des composants de sécurité. Cette famille dispose en plus d'un nouveau moteur de réseau QUICC Engine qui remplace le CPM de la famille d'origine (PowerQUICC I et PowerQUICC II) pour ce genre d'opérations.

MPC83xx – Tous les processeurs PowerQUICC II Pro reçoivent le même schéma de nommage. Un suffixe "E" signifie que le processeur un module d'encryption câblé. Les modèles dont le nom est en  834x n'ont pas de processeur quicc, ceux avec un nom en 836x en ont un.
- MPC8343E - utilisé dans la carte réseau "Killer NIC".
- MPC8347E
- MPC8349E - utilisé dans le clone Amiga construit par ACK Systems : .
- MPC8358E
- MPC8360E

## PowerQUICC III
Les processeurs PowerQUICC III sont basés sur un cœur en architecture 32 bits Power ISA v.2.03 appelé PowerPC e500, introduit en 2003. Il possède un pipeline en dual à 7 étages, et il intègre une unité de calcul flottant double précision (FPU) à 32/32 KiB données/cache L1, un module intégrant de multiples liens Ethernet gigabit, du PCI et PCIe, des liens RapidIO, des contrôleurs de mémoire DDR/DDR2, des accélérateurs pour les modules de sécurité.
Les fréquences d'horloge s'échelonnent entre 533 MHz et 1.5 GHz. Ces processeurs visent les cibles suivantes : réseau en entreprise, applications télécoms, stockage haute capacité, impression et traitement d'image. Certains des processeurs de cette série utilisent un module CPM plus ancien pour l'accélération des fonctions réseau, d'autres utilisent le nouveau QUICC Engine (le même que celui de la série PowerQUICC II Pro), tandis que certains ne possèdent aucun des deux. Le département marketing de Freescale n'hésite pas néanmoins à présenter tous les produits de la série 85xx sous le label "PowerQUICC III".
MPC85xx – Tous les produits de la série PowerQUICC III partagent un schéma de nommage identique. Un suffixe "E" signifie que le processeur possède un module câblé d'encryption. 
- MPC8540 – Le premier processeur équipé du bus ultra-rapide RapidIO. Il inclut deux contrôleurs Ethernet Gigabit. Idéal pour des routeurs. Fréquences allant de 600 MHz à 1 GHz.
- MPC8548/47/43/41(E) - Une famille de produits incluant PCI Express et RapidIO, autour d'un cœur unique e500. Les numéros de série inférieurs correspondent à des modules ou des fonctionnalités réduites.
- MPC8544 - Similaire au 8548, mais fabriqué dans un procédé 90 nm pour les économies énergétiques. Possède quelques autres différences.
- MPC8560 - Similaire au 8540, cette série fut le premier processeur PQ III. Inclut un CPM autour d'un core e500.
- MPC8568/68E/67/67E - Utilise le  QUICC engine au lieu d'un CPM, le 8567 a un ensemble réduit de périphériques.
- MPC8572E – Utilise une paire de cœurs e500 avec des fréquences allant jusqu'à 1.5 GHz. Pour les applications haut niveau en réseau, les pare-feu, modules antivirus (par exemple chez Kaspersky Lab).
- MPC8574 et MPC8578 – Processeurs 4 et 8 cœurs pour les stations 3G et WiMAX. Fabriqué en 45 nm selon le procédé SOI en 2008. Voir .

## Futur
PowerQUICC entre en fin de vie et va laisser la place à la plateforme  compatible logicielle QorIQ qui intègrera entièrement des processeurs PowerPC e500 en mono ou multi-core, et jusqu'à 32 cores. Freescale va continuer le développement et la maintenance des systèmes PowerQUICC, mais va également faciliter la transition vers QorIQ.